# Jonas Van Genechten
Jonas Van Genechten (* 16. September 1986 in Lobbes) ist ein ehemaliger belgischer Radrennfahrer im Straßenradsport.

## Sportlicher Werdegang
Seine internationale Karriere startete Van Genechten in der Saison 2007 beim Team Storez Ledecq Materiaux, bereits im ersten Jahr gewann er mit einer Etappe der Tour du Haut Anjou sein erstes Rennen. Sein zweiter Erfolg war der Gewinn des Eintagesrennens Kattekoers in der Saison 2011. Durch eine Reihe weiterer vorderer Platzierungen, die er hauptsächlich im Massensprint erzielte, weckte er das Interesse der UCI WorldTeams.
So wurde Van Genechten zur Saison 2012 Mitglied im damaligen Lotto Belisol Team. Bei der Polen-Rundfahrt 2014 erzielte er seinen ersten Erfolg auf der UCI-WorldTour, als er die vierte Etappe im Massensprint gewann und dabei eine Geschwindigkeit von über 80 km/h erreichte. Im selben Jahr gewann er den Halbklassiker Grand Prix de Fourmies im Sprint vor Tom Van Asbroeck und Elia Viviani.
In der folgenden Saison wechselte Van Genechten zum Team IAM Cycling. Nach zwei Etappensiegen bei der Tour de Wallonie und der Tour de l’Eurométropole 2015 erzielte er 2016 bei seiner ersten Teilnahme an einer Grand Tour, der Vuelta a España, den größten Erfolg seiner Karriere, als er den chaotischen Massensprint auf der siebten Etappe gewann. 2017 ging er zum Team Cofidis, um bereits nach einer Saison erneut zu wechseln.
Gleich im ersten Jahr bei seinem neuen Team Vital Concept Cycling Club gewann er den Omloop van het Houtland, was gleichzeitig sein letzter Sieg als Radprofi war. Nach der Saison 2021 beendete er im Alter von 35 Jahren seine aktive Karriere als Radrennfahrer.

## Erfolge
2007
- eine Etappe Tour du Haut Anjou

2011
- Kattekoers

2013
- Grand Prix Pino Cerami

2014
- eine Etappe Tour de Pologne
- Druivenkoers Overijse
- GP de Fourmies

2015
- eine Etappe Tour de Wallonie
- eine Etappe Tour de l’Eurométropole

2016
- eine Etappe Vuelta a España

2018
- Omloop van het Houtland

## Grand-Tour-Platzierungen
| Grand Tour            | 2016 | 2017 |
| --------------------- | ---- | ---- |
| Giro d’ItaliaGiro     | –    | –    |
| Tour de FranceTour    | –    | –    |
| Vuelta a EspañaVuelta | 144  | DNF  |